# Susanne Dierolf
Susanne Dierolf (* 16. Juli 1942 in Bratislava; † 24. April 2009 in Pluwig) war eine deutsche Mathematikerin, die sich auf die Theorie der topologischen Vektorräume spezialisiert hat. Sie war in den Jahren 1991 bis 2009  außerplanmäßige  Professorin an der Universität Trier.

## Leben
Susanne Dierolf wurde am 16. Juli 1942 in Bratislava geboren, das damals unter deutscher Besatzung stand und als Teil von Niederösterreich verwaltet wurde.
Sie promovierte 1974 an der Ludwig-Maximilians-Universität München mit der von Walter Roelcke betreuten Dissertation Über Vererbbarkeitseigenschaften in topologischen Vektorräumen. Sie blieb in den Jahren 1974 bis 1983 als wissenschaftliche Assistentin in München und habilitierte sich dort 1985. Im selben Jahr wurde sie Privatdozentin an der Universität Trier und 1991 außerplanmäßige Professorin.
Sie verstarb am 24. April 2009 in Pluwig.

## Werk
Susanne Dierolf veröffentlichte 71 mathematische Arbeiten und war Betreuerin von zehn Doktoranden.
Zu den Höhepunkten ihrer Schriften gehört die Lösung von vier Problemen ihres persönlichen mathematischen Helden Alexander Grothendieck und einer Vermutung von  Dmitriĭ A. Raĭkov. Ihre Arbeit beinhaltete oft die Konstruktion von Gegenbeispielen, wofür sie als „Mrs. Counterexample“ bekannt wurde.
Neben dem Hauptteil ihrer Arbeit über topologische Vektorräume war sie auch Mitautorin eines Buches über topologische Gruppentheorie, Uniform structures on topological groups and their quotients (mit Walter Roelcke, McGraw-Hill, 1981).

## Anerkennung
Ein Sonderband der Zeitschrift Functiones et Approximatio Commentarii Mathematici wurde 2011 zu Susanne Dierolfs Gedenken veröffentlicht.
In einem Nachruf schrieb ein russischer Kollege: “Our good Fair Lady has gone. God bless her. Her contribution to  Functional Analysis is high and her spirit and eagerness is in our memory. We will never forget Susanne with her creative energy, her charm and kindness joint with an incredible accuracy and justice.”